# Chrysophyllum muerense
Chrysophyllum muerense – gatunek drzew należących do rodziny sączyńcowatych. Występuje w Afryce na obszarze pomiędzy Kongiem a Ugandą.